# Mike D'Antonio
Michael "Mike" D'Antonio es el bajista y fundador de la banda de Metalcore Killswitch Engage de Massachusetts y de la banda Overcast.
Su estilo de bajo en metal es influenciado por In Flames y Dark Tranquillity, y cita a Cliff Burton de la banda de thrash metal Metallica y Harley Flanagan de Cro-Mags como las influencias personales.
D'Antonio, formó la banda Killswitch Engage después de la desaparición de su banda Overcast en el 1998.
Todos los trabajos gráficos de Killswitch Engage y la mercancía ha sido diseñado por D'Antonio, que es un diseñador gráfico. La empresa de D'Antonio, DarkicoN, diseña y produce trabajos de diseños gráficos para bandas como Shadows Fall, Unearth, All That Remains y Day of Mourning .
D'Antonio, utiliza sus bajos de firma de la marca Ibanez y equipos de amplificación de la marca Ampeg.
Mike D es también un vegetariano y cree firmemente en los derechos de los animales.